# Davit Kharazishvili
Davit Kharazishvili (in georgiano დავით ხარაზიშვილი?; Tbilisi, 24 aprile 1992) è un maratoneta georgiano.

## Carriera
Ha gareggiato con la nazionale georgiana a varie edizioni degli Europei a squadre a partire dal 2013. Dopo aver partecipato ai Giochi olimpici di Rio de Janeiro 2016, ha preso parte ancora ai Mondiali di Londra 2017 e agli Europei di Berlino 2018.

## Palmarès
| Anno | Manifestazione             | Sede           | Evento         | Risultato | Prestazione | Note |
| ---- | -------------------------- | -------------- | -------------- | --------- | ----------- | ---- |
| 2012 | Europei di cross           | Szentendre     | Corsa U23      | 92º       | 29'03"      |      |
| 2016 | Giochi olimpici            | Rio de Janeiro | Maratona       | 71º       | 2h20'47"    |      |
| 2017 | Mondiali                   | Londra         | Maratona       | 56º       | 2h24'24"    |      |
| 2018 | Mondiali di mezza maratona | Valencia       | Individuale    | 99º       | 1h06'19"    |      |
| 2018 | Europei                    | Berlino        | Maratona       | dnf       | dnf         |      |
| 2024 | Europei                    | Roma           | Mezza maratona | dnf       | dnf         |      |

## Campionati nazionali
2016
- Oro ai campionati georgiani indoor, 5000 m piani - 14'59"5

2019
- Oro ai campionati georgiani, 5000 m piani - 15'19"63
- Oro ai campionati georgiani, 3000 m piani - 8'58"33

2021
- Oro ai campionati georgiani, 3000 m piani - 8'08"63
- Oro ai campionati georgiani, 1500 m piani - 3'43"21
- Oro ai campionati georgiani indoor, 5000 m piani - 14'20"03

## Altre competizioni internazionali
2015
- 44º alla Maratona di Berlino ( Berlino) - 2h16'17"

2016
- 23º alla Mezza maratona di Lisbona ( Lisbona) - 1h07'30"

2017
- 11º alla Maratona di Praga ( Praga) - 2h18'04"

2022
- 11º alla Maratona di Copenaghen ( Copenaghen) - 2h15'10"
- 17º alla Maratona di Istanbul ( Istanbul) - 2h21'32"

2023
- 47º alla Maratona di Valencia ( Valencia) - 2h11'46"

2024
- 17º alla Maratona di Vienna ( Vienna) - 2h14'30"